# Jef Van Meirhaeghe
Jef Van Meirhaeghe (Gent, 21 januari 1992) is een voormalig Belgisch wielrenner.

## Carrière
In 2015 tekende Van Meirhaeghe een profcontract bij Topsport Vlaanderen-Baloise. In zijn eerste seizoen baarde hij opzien door in de zesde etappe van de Ronde van Oman aan te vallen. Hij eindigde die etappe als derde, dertien seconden achter winnaar Matthias Brändle.
In oktober 2016 besliste hij te stoppen met wielrennen en schakelde over op triatlon.

## Overwinningen
2010
Ronde van Vlaanderen, Junioren
Omloop Mandel-Leie-Schelde, Junioren
2014
 Belgisch kampioen op de weg, Beloften
2023
Kampioen van de Schelde

## Resultaten in voornaamste wedstrijden
|      | \| Jaar \| Gent-Wevelgem \| \| ---- \| ------------- \| \| 2016 \| opgave \| |
| Jaar | Gent-Wevelgem                                                                |
| 2016 | opgave                                                                       |

## Ploegen
- 2015 –  Topsport Vlaanderen-Baloise
- 2016 –  Topsport Vlaanderen-Baloise

Campenaerts · Capiot · De Ketele · De Pauw · De Tier · Declercq · Helven · Jacobs · Lietaer · Naesen · Rickaert · Salomein · Sprengers · Steels · Theuns · Van Hecke · Van Hoecke · Van Lerberghe · Van Meirhaeghe · Vanoverberghe · Vanspeybrouck · Vergaerde · Jel.Wallays · Jen.Wallays